# 봉명산 (경남)
봉명산(鳳鳴山)은 대한민국 경상남도 사천시에 있는 높이 408m의 산이다.
1983년 11월 14일에 군립공원으로 지정되었다.
이 산은 부드러운 육산이며, 바위들은 빙하기 때 풍화작용으로 붕괴되어 '너덜'이라 불리는 테일러스(Talus)를 이루고 있다.

## 같이 보기
- 한국의 산
- 다솔사